# Missoula
Missoula város az USA Montana államában. Lakosainak száma 73 489 fő (2020. április 1.). Itt született David Lynch filmrendező.

## Népesség
A település népességének változása:
| Lakosok száma | 400  | 3426 | 10 769 | 12 500 | 14 657 | 22 485 | 29 497 | 42 918 | 66 788 | 73 489 |
|               | 1870 | 1890 | 1905   | 1915   | 1930   | 1950   | 1970   | 1990   | 2010   | 2020   |